# Рокказекка-дей-Вольші
Рокказекка-дей-Вольші (італ. Roccasecca dei Volsci) — муніципалітет в Італії, у регіоні Лаціо,  провінція Латина.
Рокказекка-дей-Вольші розташована на відстані близько 80 км на південний схід від Рима, 27 км на схід від Латини.
Населення — 1159 осіб (2014).

## Демографія
Населення за роками:

Станом на 1 січня 2023 року в муніципалітеті офіційно проживали 62 іноземці з 11 країн, серед них 12 громадян країн Євросоюзу та 3 громадяни України.

## Сусідні муніципалітети
- Амазено
- Приверно
- Просседі
- Сонніно